# Rubus marssonianus
Rubus marssonianus är en rosväxtart som beskrevs av Heinrich E. Weber. Rubus marssonianus ingår i släktet rubusar, och familjen rosväxter. Utöver nominatformen finns också underarten R. m. pusillus.